# Trần Đại Quang
Trần Đại Quang (12. října 1956 provincie Ninh Binh – 21. září 2018 Hanoj) byl vietnamský politik, v letech 2016–2018 devátý prezident Vietnamu.

## Život
Od roku 2011 pracoval jako ministr veřejné bezpečnosti Vietnamu, předtím byl jeho náměstkem. V lednu 2016 byl na sjezdu Komunistické strany Vietnamu nominován na vietnamského prezidenta, jímž byl pak zvolen 2. dubna na pětileté funkční období. V září 2018 zemřel po nemoci ve vojenské nemocnici v Hanoji.